# Sveriges Buddhistiska Samarbetsråd
Sveriges Buddhistiska Samarbetsråd (SBS) var ett paraplyorgan för buddhistiska samfund av alla traditioner verksamma i Sverige. 
Samarbetsrådets syfte var att samverka för buddhismens väl i Sverige och att samarbeta runt gemensamma projekt. Sedan januari 2020 har SBS gått över till en ny organisation, Sveriges buddhistiska gemenskap, som är också ett registrerat trossamfund.

## Historik
Under 1970- och 80-talen grundades de största ännu verksamma buddhistiska organisationerna i Sverige. 
Den 14 april 1992 samlades representanter från fyra buddhistiska organisationer i Stockholm och diskuterade bildandet av ett buddhistiskt samarbetsorgan. De representerade organisationerna var:
- Bhante Sumanaratana, Bhante Vijita och Bhante Dhammakusala (Buddhistiska Viharaföreningen)
- Sante Poromaa (Stockholm Zen Center)
- Pramaha Chutintaro (Thailändska Buddhistiska Föreningen)
- Trudy Fredriksson (Samfundet för tibetansk buddhism, KTG).

I juli 2005 blev SBS, som det första samfundet, utan koppling till de redan etablerade religionerna: kristendom, judendom och islam, godkänt som registrerat trossamfund.
År 2013 hade organisationen 22 medlemsorganisationer som sammanlagt betjänade cirka 12 500 personer.